# San Pedro Carchá
San Pedro Carchá – miasto w środkowej Gwatemali, w departamencie Alta Verapaz, leżące w odległości 10 km na wschód od stolicy departamentu, nad rzeką Río Cahabón. Miasto jest siedzibą gminy o tej samej nazwie, która w 2012 roku liczyła 214 372 mieszkańców. Gmina jest dość duża i zajmuje powierzchnię 1082 km².
W mieście funkcjonuje klub piłkarski Deportivo Carchá.